# 塔克纳大区
塔克納大區（西班牙語：Departamento de Tacna；艾馬拉語：Taqna jach'a suyu）是秘魯最南部的大區。硝石战争期間，智利軍隊佔領了現今的塔克納大區，從1885年統治到1929年，當時大區重新併入秘魯。今天，它仍然是秘魯國內愛國情感最重的地區之一。

## 地理
塔克納大區西鄰太平洋，北與莫克瓜大區，東北與普諾大區，東與玻利維亞、南與智利接壤。塔克納大區與智利的邊界稱為La Línea de la Concordia。
此區域位於的的喀喀高原之下，地理環境多變，有火山及沙漠分布。河流從高山荒原及高原流過，形成了該地的水文系統。本區域面積雖小，但有豐富的農業及礦業資源。本區域有多樣化的氣候及物產。

### 氣候
由於其穩定的下降空氣和高氣壓，該地區常年陽光充沛。根據柯本氣候分類系統，塔克納大區屬於沙漠氣候，在氣候圖上縮寫為“Bwh”。

## 歷史

### 史前時代
塔克納大區在一萬年前就已經有文化遺蹟了。當地剛開始由一群採集及狩獵維生的人居住。托克帕拉洞穴（Toquepala Cave）便是屬於這個時代，他們在托克帕拉洞穴裡留下了岩壁繪畫，時間大約是西元前9000年。之後到來的是從卡亞俄（Callao）高原遷來的族群。

### 西班牙征服
第一批西班牙征服者在1535年來到塔克納。他們是由Almagro探險隊的成員組成的，負責征服智利。在此期間，塔克納市被稱為「Villa San Pedro de Tacna」。大區在1615年和1784年經歷了強烈地震，許多城鎮淪為廢墟。但是，它們獲得了決定留在當地的人重建。他們在當地建築中留下了殖民地時代的風格。

### 19世紀
塔克納在秘魯獨立過程中享有光榮的地位。自1810年以來，當地愛國者以他們已經宣布獨立的阿根廷鄰居為榜樣，開始合謀獨立建國大業。1811年，弗朗西斯科·安東尼奧·德·塞拉（Francisco Antonio De Zela）在塔克納發出了第一次解放者的呼喊。秘魯獨立後，該市的英雄精神獲得表揚，在1823年晉升為別墅。1828年5月26日，總統何塞·德·拉馬爾頒布了國會通過的一項法律，根據該法律，塔克納市被授予「Ciudad Heroica」（英雄之城）的頭銜。
在對抗智利的硝石战争中，塔克納人站在前線，為捍衛國家獻出生命。

### 智利統治
智利在硝石战争中佔領了塔克納大區。根據戰後條約的條款，智利將佔領塔克納和阿里卡兩省十年，之後將舉行全民公投，以確定該地區的歸屬。塔克納一直在智利的控制下長達50年，在此期間，智利團體和當局領導了一場智利化運動，試圖說服當地居民放棄秘魯過去並接受智利國籍。
但是，秘魯愛國者確保了智利的政治宣傳失敗，而原定的全民公投從來沒有舉行過。最終，於1929年的《利馬條約》，智利保留了阿里卡，而秘魯就重新獲得了塔克納，並獲得了600萬美元的賠償和其他優惠。
生活於塔克納智利統治時期的一些重要人物是薩爾瓦多·阿連德及其家人。他們在這座城市住了八年。薩爾瓦多從小就住在塔克納，他於1908年到達並在塔克納學校（Liceo de Tacna）讀書。

#### 智利-秘魯領海爭議
由1880年代太平洋戰爭起，秘魯與智利就出現了領海爭議，到了2007年爭議走向白熱化。1883年，智利在南美太平洋戰爭獲勝後和秘魯簽署條約，解決領土劃界問題，但沒有涉及領海劃分問題。兩國在1952和54年簽署漁業協定，亦將領海劃界爭議一直擱置。2007年1月26日，秘魯政府對智利對兩國共享的沿海邊境進行劃界表示抗議。秘魯總統阿蘭·加西亞召回了他的駐智利大使雨果·奧特羅（Hugo Otero）返到利馬，商討兩國在海界問題上的爭議。秘魯外交部表示，智利立法機關批准了一項有關阿里卡和帕里納科塔大區的計劃，該計劃不符合目前已確定的海界劃分。此外，他們聲稱，擬議的智利法律包括對秘魯塔克納大區19000平方米土地的主權主張。
根據秘魯外交部的說法，智利在“不尊重康科迪亞（Concordia）分界”的情況下定義了一個新區域。秘魯政府堅稱，有關智利計劃的爭端是正在進行的海事爭端的一部分，而智利試圖利用劃界程序擴大其海疆邊界。在過去的50年中，秘魯保持了超過40,000平方公里領海的主權聲索。智利政府聲稱，有爭議的地區不是名叫康科迪亞的沿海地區，而是指位於東北和內陸200米處的1號邊界石。
鑑於擬議中的智利法律不承認兩國在1929年協議中確立的邊界，秘魯向智利提出了外交抗議。在復雜的領土爭端中，智利的聲稱是兩國在太平洋沿岸的陸地分界為起點，然後向西伸延，而利馬當局的聲稱會切斷至少19,000平方米的秘魯領土。
秘魯外交大臣加西亞表示，國家可能會訴諸海牙國際法院，但表示該行動所需的必要文件尚未準備就緒。

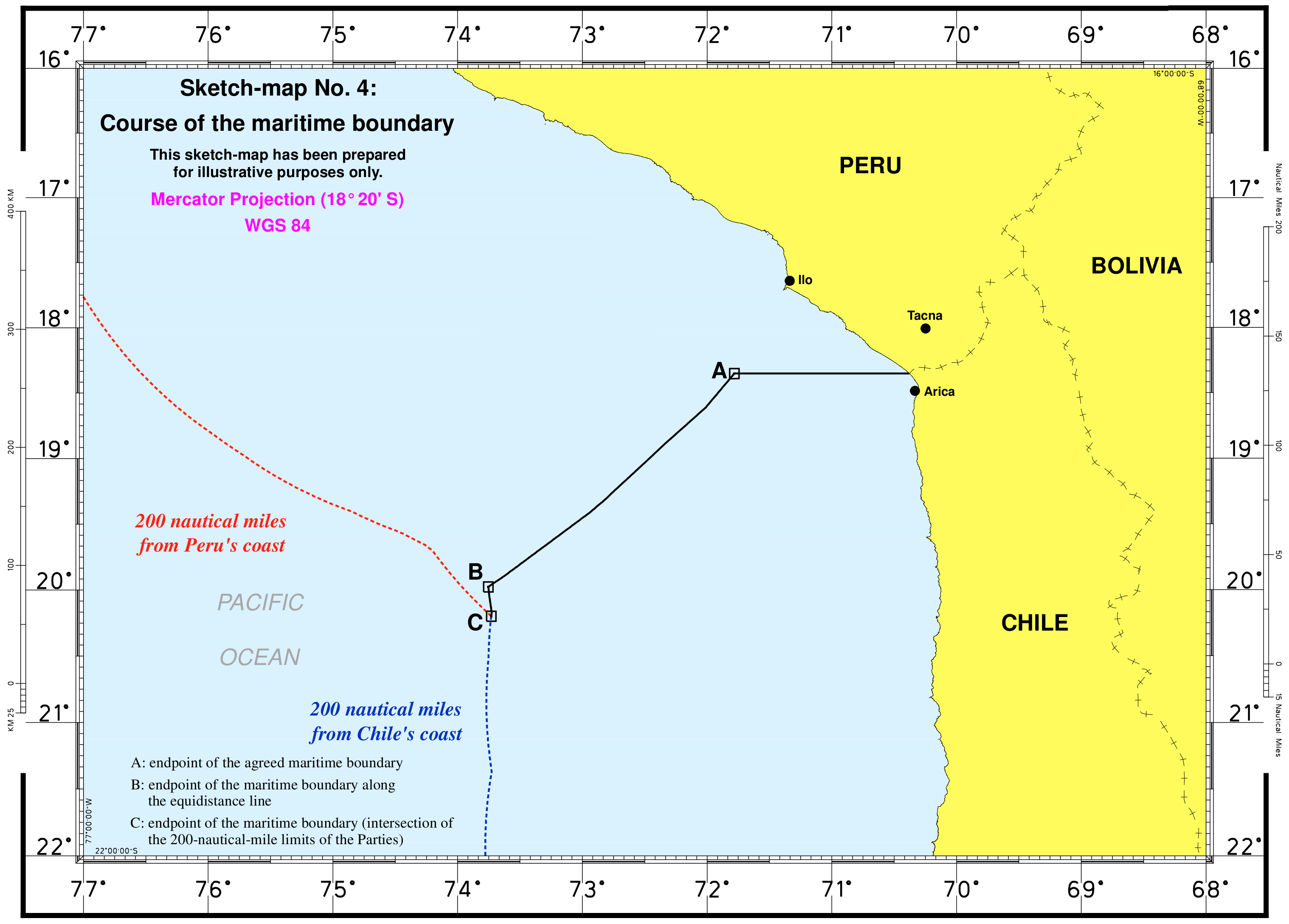
國際法院於2014年1月27日判定的智利和秘魯海域邊界。

到了2008年，秘魯正式訴諸海牙國際法庭。在2014年1月27日的最終裁裡，宣判在兩國邊境位置先劃一條直線，向西伸延80海里，之後再向西南方向，劃分兩國的領海。其中21000平方公里歸屬秘魯，17000平方公里歸智利所有。逾半受爭議的海域劃分了給秘魯，智利則可保留海產資源豐富的水域。兩國皆指尊重和執行判決。

## 行政区划

塔克纳大区的4个省

塔克納大區分為4個省（provincias，單數：provincia），共有26個區（distritos，單數：distrito）。下轄省份（首府在括號內）如下：
- 塔克纳省（塔克納）
- 塔拉塔省（塔拉塔）
- 坎達拉韋省（坎達拉韋）
- 豪爾赫巴薩德雷省（洛昆巴）

## 經濟
塔克納大區的主要收入是來自採銅業。在農業上，塔克納大區佔秘魯全國橄欖作物的53.15%。它還生產玉米、馬鈴薯、小麥、棉花、牛至、苜蓿和葡萄（用於生產葡萄酒和皮斯可酒）。它也有相當數量的奶牛和羔羊。
除採礦業和農業外，漁業也很重要，因為塔克納大區的海域魚類資源豐富。

## 當地習俗

### 典型的菜餚和飲料
塔克納大區為遊客提供精美而豐富的菜餚。picante a la Tacneña和patazca Tacneña來自這一地區。
玉米和奶酪、烤雞排配烤雞排、天竺鼠或豚鼠墨西哥肉捲、玉米餅加花生和葡萄乾、烤豬肉、烤羊肉也是當地特色菜。
飲料方面，塔克納大區有浸軟了布魯塞爾的杏子，貝母或tumbo，以及從當地葡萄園生產的葡萄酒。

### 節慶
狂歡節。他們在不同的城鎮和村莊以典型的地方舞蹈來慶祝，這種舞蹈可以持續一整天。
- 4月 – 塔克納玉米和馬鈴薯節。
- 5月26日 – 塔克納戰役周年紀念日。
- 6月7日 – 阿里卡戰役周年紀念日。
- 6月20日 – 弗朗西斯科·安東尼奧·德·塞拉紀念日。
- 6月23日 – 聖胡安之夜。
- 8月28日 – Procesión de la Bandera，回歸紀念日。在這一個奇異而動人的公民愛國活動裡，塔克納婦女在城市的街道上舉著秘魯的紅白國旗。後來，各個協會、學生團體以及武裝部隊和警察部隊參加了遊行，遊行隊伍在英雄拱門所在的主廣場結束。在一個星期裡，當地人慶祝塔克納英雄之城回歸秘魯。同時，還舉行了農畜產品、工業產品和手工藝品攤位活動。